# آلکساندروف کویافسکی
آلکساندروف کویافسکی (به لاتین: Aleksandrów Kujawski) یک شهر در لهستان است که در شهرستان آلکساندروف واقع شده‌است.

## خصوصیات
آلکساندروف کویافسکی ۷٫۲۳ کیلومترمربع مساحت و ۱۲٬۳۵۹ نفر جمعیت دارد.